# Región vitícola del Alto Duero
La Región Vitícola del Alto Duero (en portugués, Região Vinhateira do Alto Douro) o Alto Duero Vinatero (en portugués, Alto Douro Vinhateiro) es un área del nordeste de Portugal con más de 26 mil hectáreas, declarada por la Unesco, el 14 de diciembre de 2001, como Patrimonio de la Humanidad, en la categoría de paisaje cultural. El Alto Duero es totalmente insertado en la Región de Trás-os-Montes e Alto Douro.
Esta región, que está bañada por el Río Duero y forma parte del llamado Douro Vitícola), produce vino hace más de 2000 años, entre los cuales está el mundialmente célebre vino de Oporto.
La larga tradición de viticultura produjo un paisaje cultural de belleza excepcional que refleja su evolución tecnológica, social y económica.
El área clasificada abarca 13 municipios: Mesão Frio, Peso da Régua, Santa Marta de Penaguião, Vila Real, Vila Flor, Alijó, Sabrosa, Carrazeda de Ansiães, Torre de Moncorvo, Lamego, Armamar, Tabuaço, São João da Pesqueira y Vila Nova de Foz Côa, y representa el diez por ciento de la Região Demarcada do Douro.

## Galería de imágenes

Alto Duero
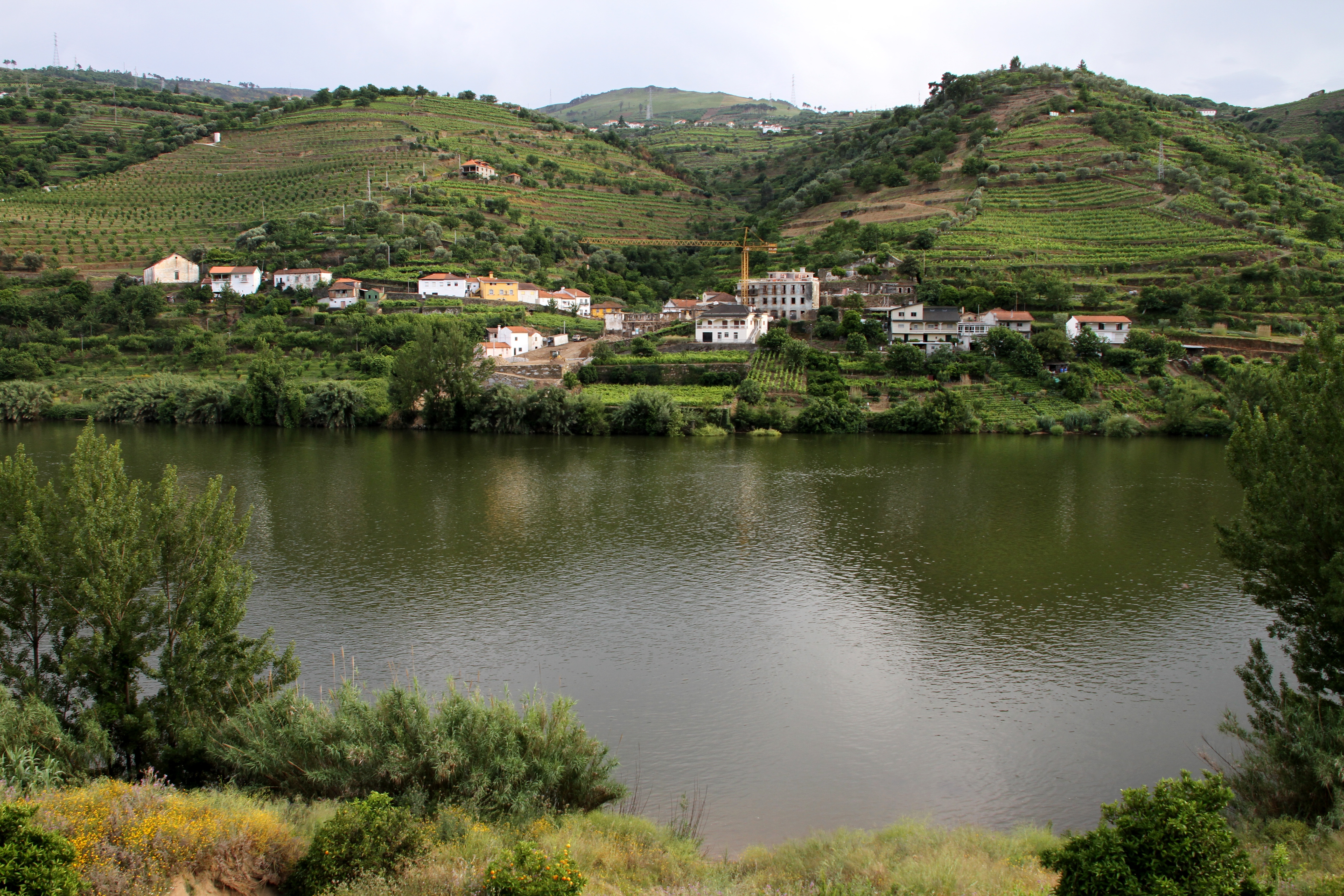
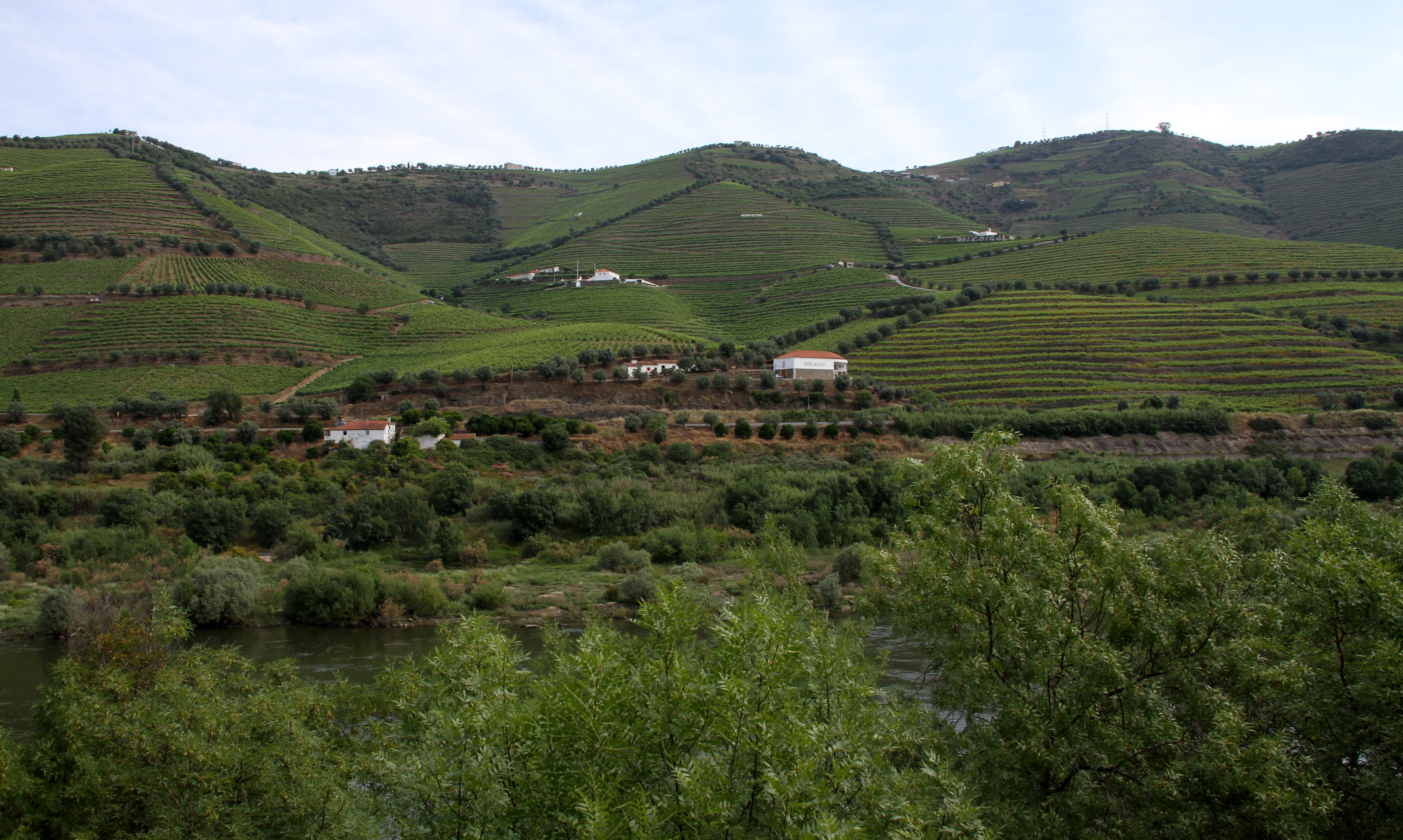
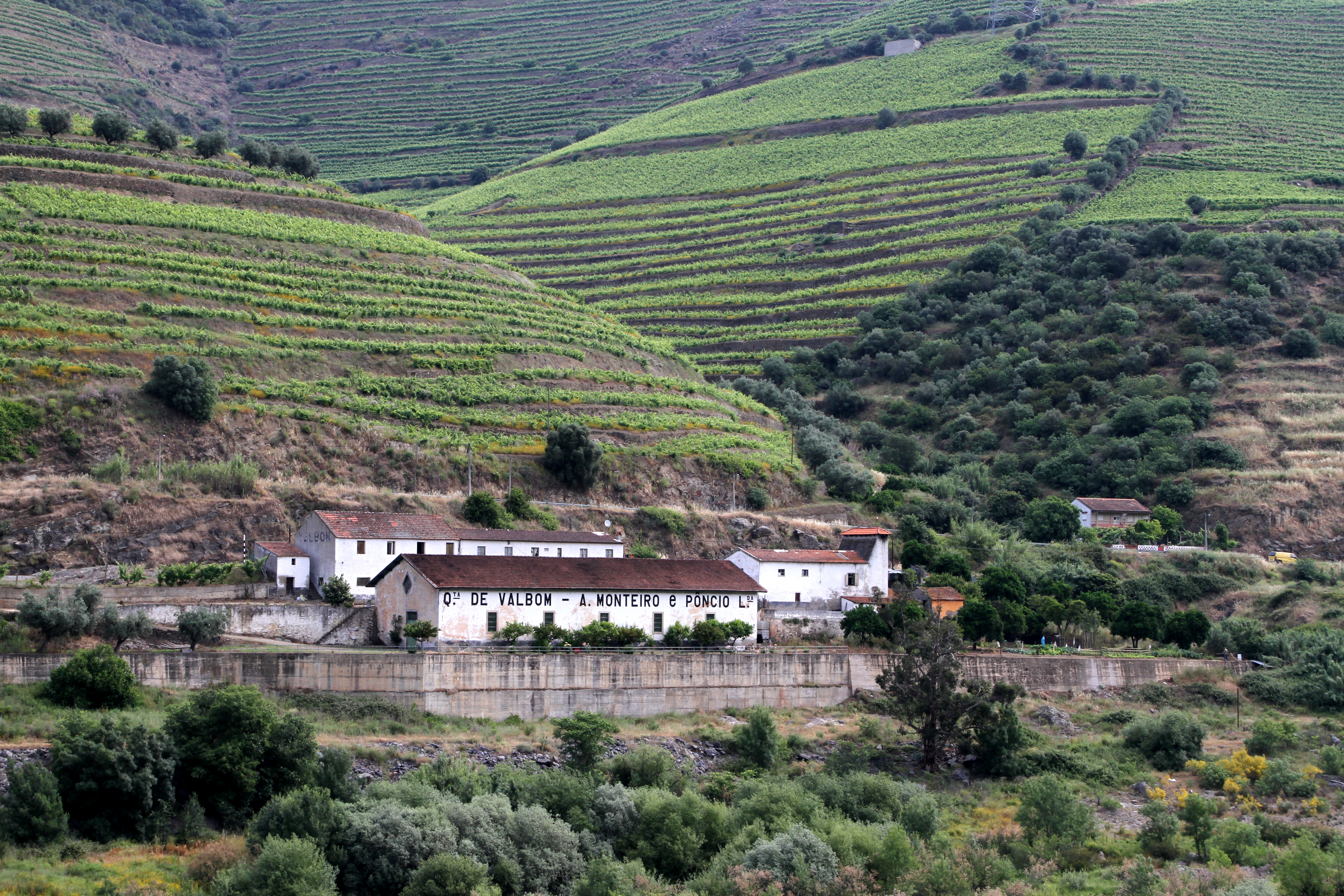
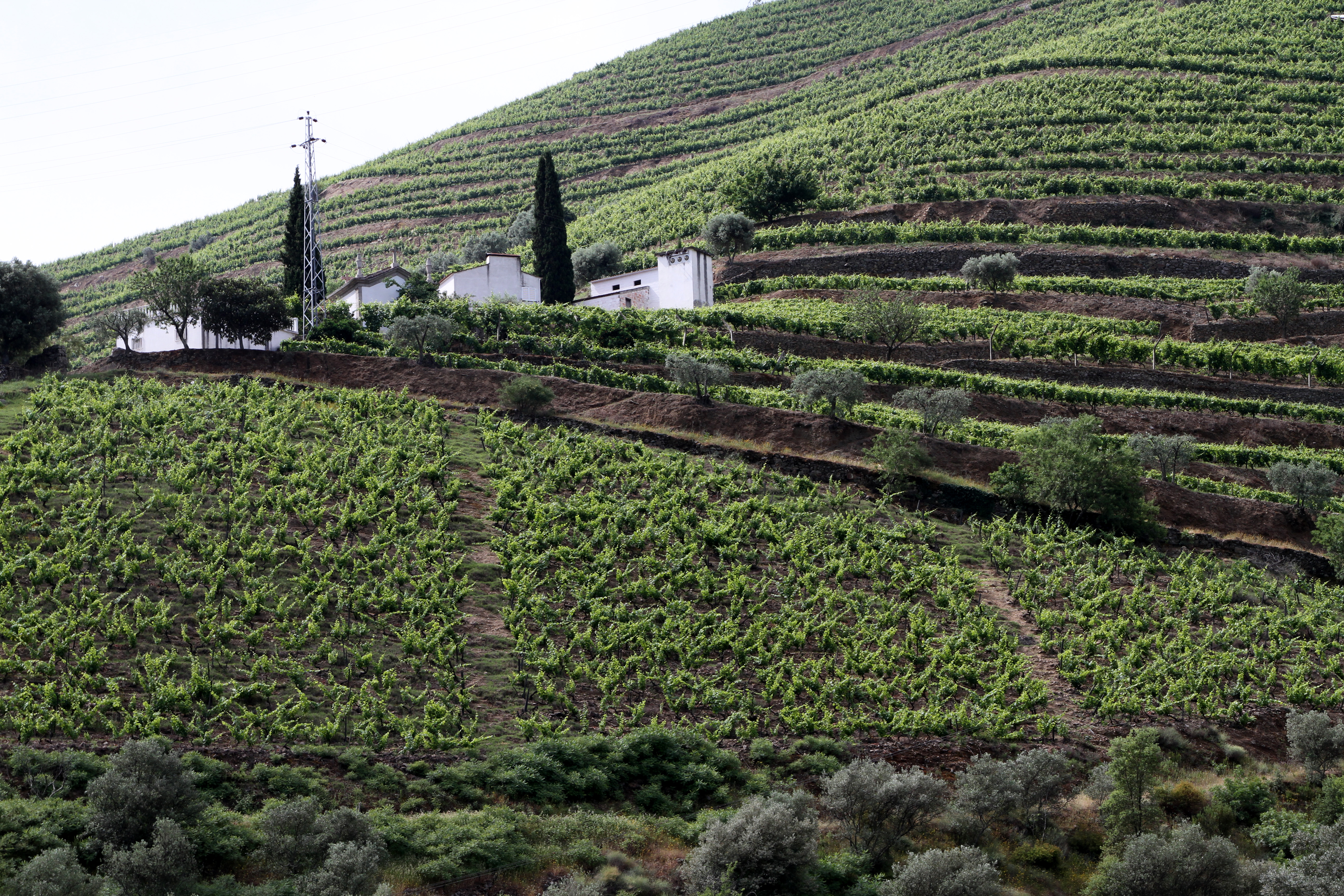
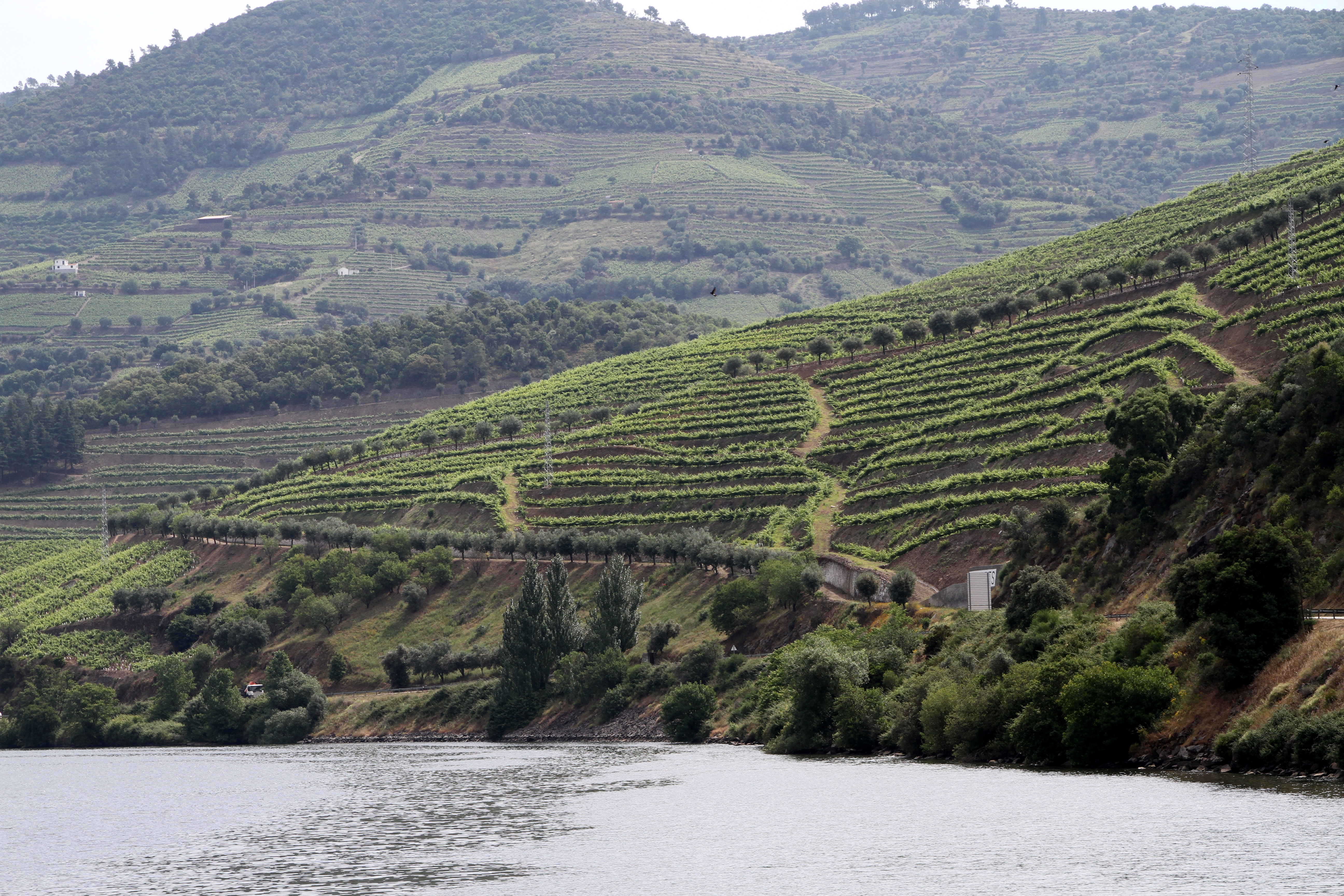
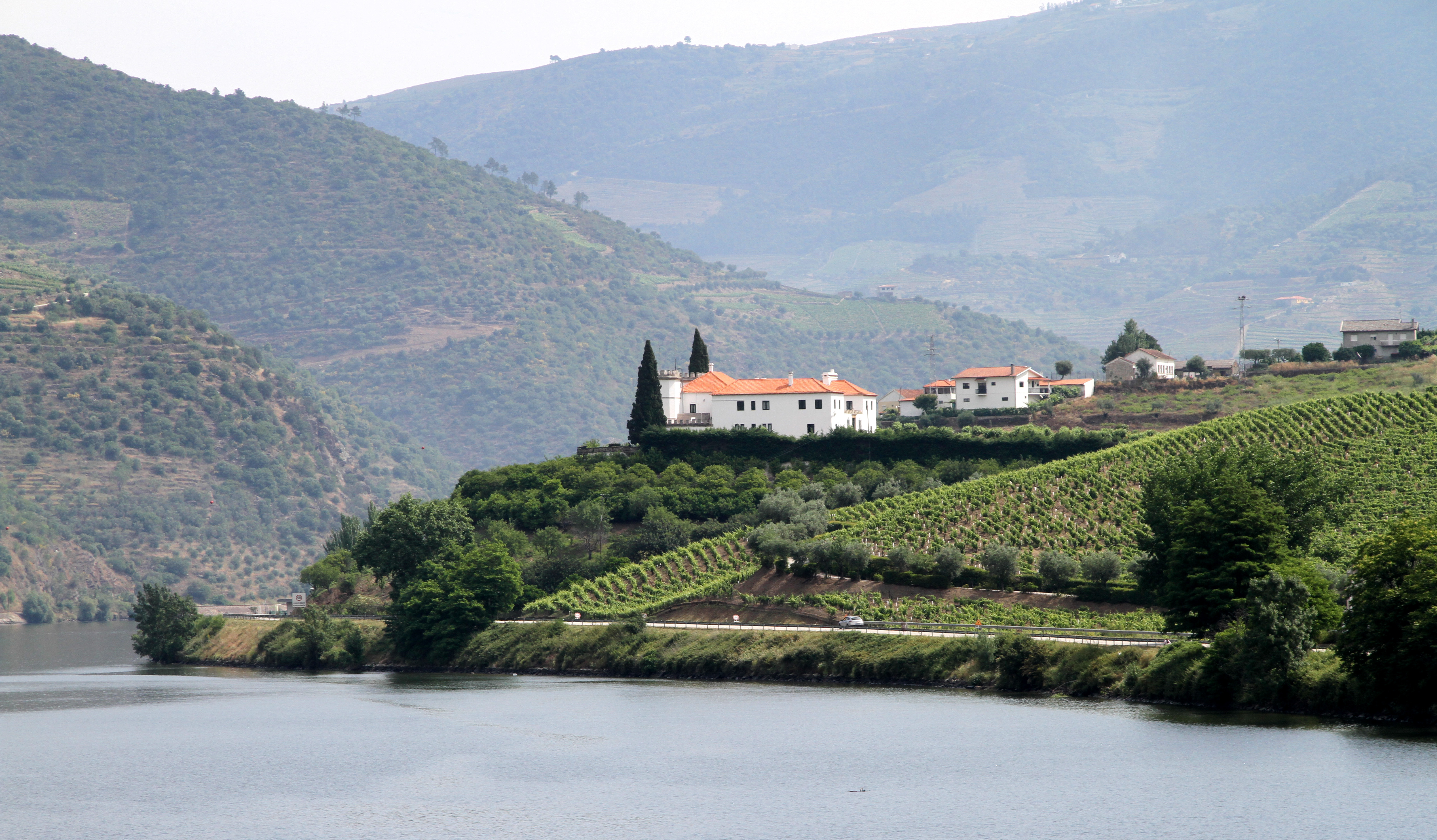
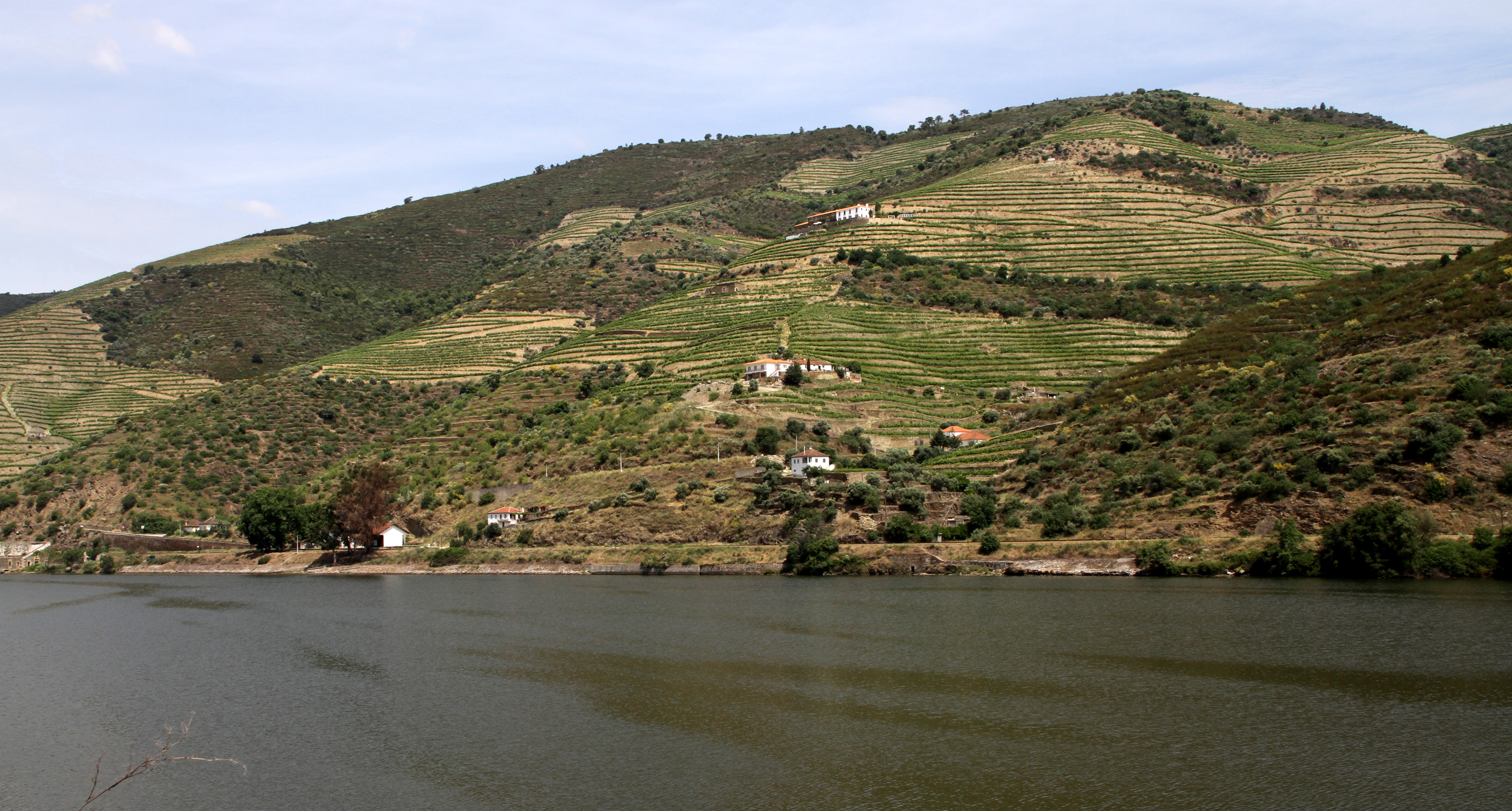
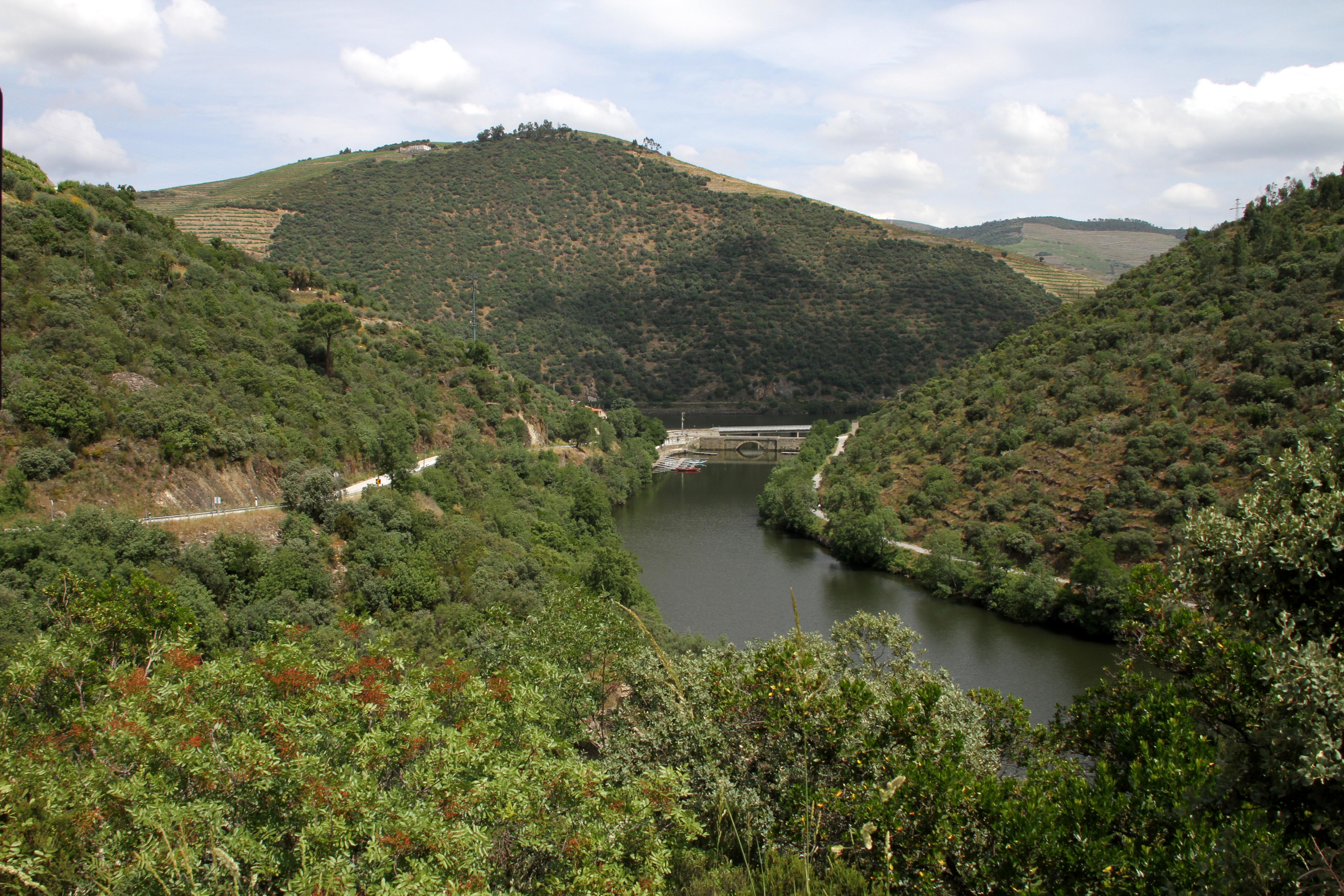